# Campionati europei di tuffi 2015 - Piattaforma 10 metri femminile
La gara dei tuffi dalla piattaforma 10 metri femminile dei campionati europei di tuffi 2015 si è svolta presso la Piscina Nettuno di Rostock in Germania e vi hanno preso parte 16 atlete.

## Medaglie
| Posizione | Atleti           | Paese   |
| --------- | ---------------- | ------- |
| Oro       | Yulia Prokopchuk | Ucraina |
| Argento   | Laura Marino     | Francia |
| Bronzo    | Noemi Batki      | Italia  |

## Risultati
| Pos.    | Atleti              | Nazionalità   | Qualificazioni | Qualificazioni | Finale | Finale |
| Pos.    | Atleti              | Nazionalità   | Punti          | Pos.           | Punti  | Pos.   |
| ------- | ------------------- | ------------- | -------------- | -------------- | ------ | ------ |
| Oro     | Yulia Prokopchuk    | Ucraina       | 313,65         | 2              | 327,50 | 1      |
| Argento | Laura Marino        | Francia       | 316,00         | 1              | 323,60 | 2      |
| Bronzo  | Noemi Batki         | Italia        | 275,20         | 6              | 323,30 | 3      |
| 4       | Julija Timošinina   | Russia        | 261,50         | 8              | 322,20 | 4      |
| 5       | Daria Govor         | Russia        | 276,20         | 5              | 301,50 | 5      |
| 6       | Hanna Krasnoshlyk   | Ucraina       | 277,45         | 4              | 293,85 | 6      |
| 7       | Georgia Ward        | Gran Bretagna | 287,20         | 3              | 284,80 | 7      |
| 8       | Mara Aiacoboae      | Romania       | 253,50         | 11             | 267,10 | 8      |
| 9       | Celine van Duijn    | Paesi Bassi   | 258,90         | 9              | 265,05 | 9      |
| 10      | Villő Kormos        | Ungheria      | 252,30         | 12             | 264,15 | 10     |
| 11      | Alaïs Kalonji       | Francia       | 254,00         | 10             | 257,50 | 11     |
| 12      | Maria Kurjo         | Germania      | 252,30         | 7              | 228,75 | 12     |
| 13      | Anne Vilde Tuxen    | Norvegia      | 252,30         | 12             | 222,50 | 13     |
| 14      | Lois Toulson        | Gran Bretagna | 252,10         | 14             |        |        |
| 15      | Elena Wassen        | Germania      | 243,55         | 15             |        |        |
| 16      | Isabelle Svantesson | Svezia        | 221,05         | 16             |        |        |